# شتيفان إيفنبرغ
ستيفان إيفينبيرغ (بالألمانية: Stefan Effenberg).
لاعب كرة قدم ألماني سابق من مواليد 2 أغسطس 1968 في هامبورغ في ألمانيا.
بدأ مسيرته الكروية مع نادي بوروسيا مونشنغلادباخ في سنة 1987، ولعب معهم حتى سنة 1990، وشارك معهم في 73 مباراة وسجل 10 أهداف، وفي سنة 1990 انتقل إلى نادي بايرن ميونخ الألماني، ولعب معهم حتى سنة 1992، وشارك معهم في 65 مباراة وسجل 19 هدف، وفي سنة 1992 انتقل إلى نادي فيورنتينا الإيطالي، ولعب معهم حتى سنة 1994، وشارك معهم في 56 مباراة وسجل 12 هدف، وفي سنة 1994 عاد إلى نادي بوروسيا مونشنغلادباخ، ولعب معهم حتى سنة 1998، وشارك معهم في 118 مباراة وسجل 23 هدف، وفي سنة 1998 انتقل إلى نادي بايرن ميونخ الألماني، ولعب معهم 95 مباراة وسجل 16 هدف، وفي موسم 2002/2003 انتقل إلى نادي فولفسبورغ الألماني، ولعب معهم 19 مباراة وسجل 3 أهداف، وفي موسم 2003/2004 انتقل إلى نادي العربي القطري، وأعتزل معهم كرة القدم.
و قد لعب مع منتخب ألمانيا لكرة القدم بين 1991 و1998، وقد شارك معهم في 35 مباراة وسجل 5 أهداف.

## روابط خارجية
- شتيفان إيفنبرغ على موقع IMDb (الإنجليزية)
- شتيفان إيفنبرغ على موقع ميوزك برينز (الإنجليزية)
- شتيفان إيفنبرغ على موقع ديسكوغز (الإنجليزية)
- شتيفان إيفنبرغ على موقع الاتحاد الدولي (مؤرشف)  (الإنجليزية)
- شتيفان إيفنبرغ على موقع الاتحاد الأوربي (الإنجليزية)
- شتيفان إيفنبرغ على موقع قاعدة بيانات كرة القدم.إي يو (الإنجليزية)
- شتيفان إيفنبرغ على موقع بيانات كرة القدم. دي إي (الألمانية)
- شتيفان إيفنبرغ على موقع ليكيب (الفرنسية)
- شتيفان إيفنبرغ على موقع ناشيونال فوتبول تيمز (الإنجليزية)
- شتيفان إيفنبرغ على موقع Soccerway.com (الإنجليزية)
- شتيفان إيفنبرغ على موقع عالم كرة القدم.نت (الإنجليزية)
- شتيفان إيفنبرغ على موقع كووورة